# جلايسين
الجلايسين أو الغليسين (مختصر G ). هو مركب عضوي مع الصيغة NH2CH2COOH. مع وجود الهيدروجين المستبدل كما في السلسلة الجانبية ، الجلايسين هو الأصغر بين العشرين من الأحماض الأمينية التي توجد عادة في البروتينات . و كودوناته هي: GGU، GGC، GGA، GGG من  الشفرة الوراثية .
وهو أبسط حمض أميني تكون السلسلة الجانبية فيه هي ذرة هيدروجين . وللحمض الصيغة الجزيئية C2H5NO2 أي أن ذرة الكربون ألفا فيه مرتبطة بذرتي هيدروجين وبذلك فهي تفقد صفة اللاتناظر و لا يمكن عدها مركز لاتناظر (chiral center) لذلك ليس هناك للجليسين متصاوغات مرآتية. والجليسين يصنف من الأحماض الأمينة الصغيرة الكارهة للماء (small hydrophobic amino acids).

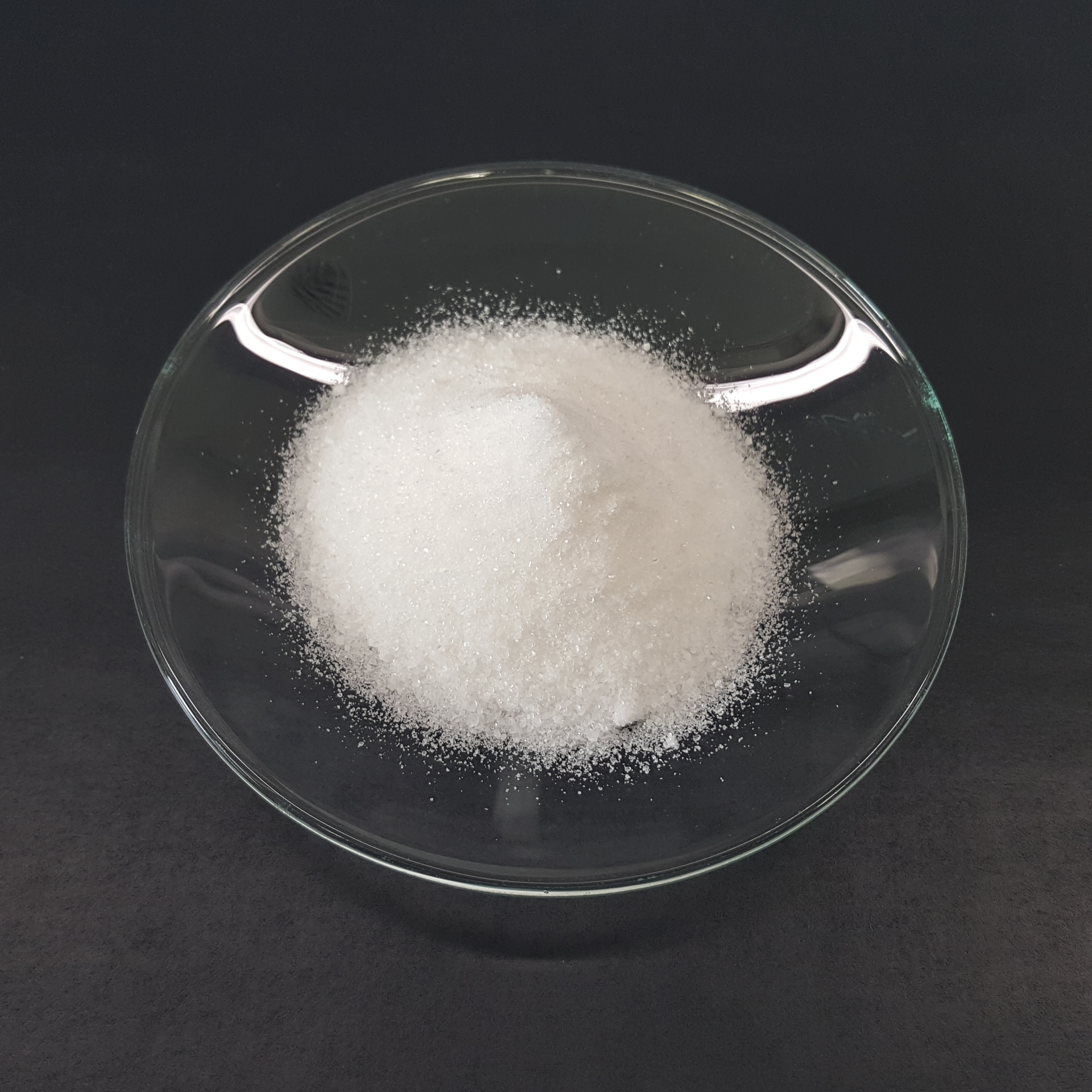
الجلايسين هو مركب بلوري صلب أبيض اللون

## التاريخ وأصل الكلمة
تم عزل الجلايسين للمرة الأولى من الجيلاتين في عام 1820. أتت التسمية من الكلمة الإغريقية القديمة γλυκύς والتي تعني «حلو المذاق» (والتي ترتبط أيضا بالبادئتين جلايكو- و جلوكو-, كما في جلايكوبروتين (بروتين سكري) وجلوكوز).

## الميزات
الغليسين وهو عديم اللون، صلب بلوري الشكل، حلو المذاق. ويعتبر بروتين فريد من نوعه بين الأحماض الأمينية إذ أنه ليس مراوان . ويمكن أن يندرج في الماء أو مسعور البيئات، نظرً لاحتواء سلسلته على الحد الأدنى من جانب واحد من ذرة الهيدروجين. الغليسين ينتشر في النباتات ومنها فول الصويا (يسمى نوعه في هذا النبات باسم (جليسين ماكس). تم اكتشاف الغليسين في عام 1820، من قبل هنري براكونت .
يتم تصنيع الغليسين صناعيا عن طريق علاج حمض الكلور وأسيتيك مع الأمونيا :
ClCH2COOH + 2NH3 → H2NCH2COOH + NH4 الكلورين
ويتم إنتاج حوالي 15 مليون كيلوجرام سنويا بهذه الطريقة.